# Batrachochytrium salamandrivorans
Batrachochytrium salamandrivorans (Bsal) is een kleine gistachtige schimmel die amfibieën aantast. De schimmel is nauw verwant aan Batrachochytrium dendrobatidis. Net als B. dendrobatidis veroorzaakt Batrachochytrium salamandrivorans de dodelijke schimmelinfectie chytridiomycose bij amfibieën, meer bepaald bij vuursalamanders. Ze is verantwoordelijk voor de snelle, sterke achteruitgang in de populaties van deze salamanders in noord-west-Europa en vormt een ernstige bedreiging voor de biodiversiteit. De schimmel tast de huid van de salamanders aan en geïnfecteerde dieren sterven na 12 tot 18 dagen. De vroedmeesterpad, die erg gevoelig is voor B. dendrobatidis, blijkt resistent te zijn voor B. salamandrivorans.
B. salamandrivorans werd in 2013 beschreven door medewerkers van de Universiteit Gent en de Vrije Universiteit Brussel. Het holotype, afkomstig van een vuursalamander (Salamandra salamandra), wordt bewaard in vloeibare stikstof aan de Universiteit Gent. De gemiddelde diameter van de sporendoosjes is ongeveer 28 micrometer. De zoösporen zijn motiel en hebben een gemiddelde diameter van 4,6 micrometer.